# Bohuslania
Bohuslania is een geslacht van weekdieren uit de klasse van de Gastropoda (slakken).

## Soorten
- Bohuslania matsmichaeli Korshunova, Lundin, Malmberg, Picton & Martynov, 2018